# Trimbach (Soleura)
Trimbach es una comuna suiza del cantón de Soleura, situada en el distrito de Gösgen. Limita al norte con las comunas de Wisen y Lostorf, al este con Winznau, al sureste con Olten, al suroeste con Wangen bei Olten, y al oeste con Hauenstein-Ifenthal.

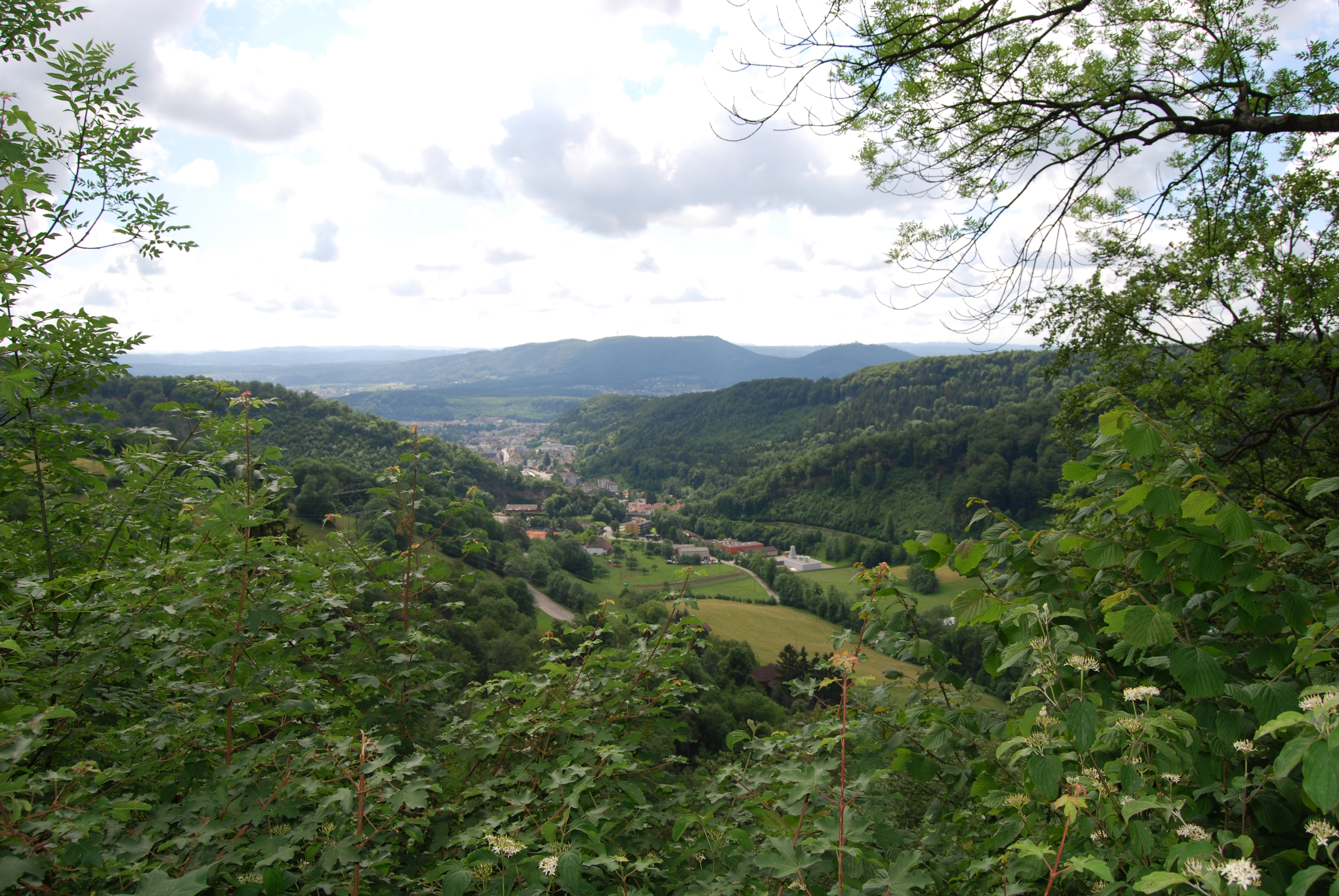
Trimbach